# Tosagrosa
Tosagrosa är en bergstopp i Spanien.   Den ligger i provinsen Província de Tarragona och regionen Katalonien, i den östra delen av landet, 400 km öster om huvudstaden Madrid. Toppen på Tosagrosa är 360 meter över havet, eller 141 meter över den omgivande terrängen. Bredden vid basen är 3,7 km.
Terrängen runt Tosagrosa är platt västerut, men österut är den kuperad. Runt Tosagrosa är det glesbefolkat, med 20 invånare per kvadratkilometer. Närmaste större samhälle är Tarragonès, 18,1 km sydväst om Tosagrosa. 